# پاکا (مجارستان)
پاکا (به مجاری:  Páka) یک منطقهٔ مسکونی در مجارستان است که در ناحیه لنتی واقع شده‌است.